# Wigmund de Mercie
Pour l'archevêque d'York, voir Wigmund.
Wigmund est le fils du roi Wiglaf de Mercie.

## Roi de Mercie?
D'après la Passio sancti Wigstani, une hagiographie de son fils Wigstan, Wigmund aurait succédé à son père à la tête du royaume de Mercie. Après sa mort, un certain Beorhtfrith, fils de Beorhtwulf, aurait demandé la main de sa veuve Ælfflæd (la fille du roi Ceolwulf), mais Wigstan s'y serait opposé avant d'être assassiné par Beorhtfrith. Ces événements auraient pris place en 849.
Cependant, aucune autre source ne nomme Wigmund parmi les rois de Mercie. Il n'apparaît que sur une seule charte du règne de Wiglaf, datant de 831, et son absence d'une charte ultérieure datée de 836 pourrait impliquer qu'il est mort avant son père.